# Wahlen in Swasiland 1967
Die Wahlen in Swasiland 1967 zur National Assembly of Swaziland (Nationalversammlung) fanden im April 1967 im britischen Protektoratsgebiet Swasiland (heute Eswatini) statt.

## Ausgangslage
Die Nationalversammlung bestand entsprechend der damals geltenden Verfassung aus 24 gewählten Mitgliedern und 6 weiteren Abgeordneten, die vom König nominiert wurden, um nicht adäquat vertretene Interessen zu repräsentieren. Ferner gab es einen Senat, der sich aus 6 gewählten und 6 vom König ernannten Mitgliedern zusammensetzte.
Im Gegensatz zu den zuvor abgehaltenen Wahlen im Jahre 1964 bestand nun allgemeines Wahlrecht für alle Bürger Swasilands mit einem Alter von mindestens 18 Jahren. Es gab demzufolge keine Einschränkungen für ethnische Gruppen, wie beispielsweise im benachbarten Südafrika. Von den 395.264 Staatsbürgern Swasilands (Volkszählung 1966), verfügten etwa 250.000 Personen über das Wahlrecht.

## Ablauf und Ergebnis
Vier Parteien beteiligten sich an den Wahlen, die am 19. und 20. April 1967 stattfanden. Die Wahlbeteiligung wurde auf 90 Prozent geschätzt.
Das traditionalistisch ausgerichtete Imbokodvo National Movement (INM), die dem König nahe stehende politische Organisation hatte in allen Teilen des Landes, den städtischen und ländlichen Gebieten, viele Stammwähler und Sympathisanten.
Die wichtigste Oppositionspartei war der panafrikanisch orientierte Ngwane National Liberatory Congress (NNLC) unter Führung des promovierten Mediziners Ambrose Zwane. Die Aufwendungen für den Wahlkampf des NNLC wurden von der OAU mit finanziellen Mitteln unterstützt. Zwei weitere an den Wahlen beteiligte kleinere politische Gruppen waren die Swaziland Progressive Party (SPP), angeführt von J. J. Mquku, sowie die Swaziland United Front (SUF) mit Obed Mabuza als deren Vorsitzender. Die bedeutendste politische Organisation der europäischstämmigen Bevölkerung, die United Swaziland Association, hatte sich an den Wahlen nicht beteiligt, unterstützte jedoch das Imbokodvo.
Alle 24 Parlamentsmandate gewann das Imbokodvo National Movement, dessen damaliger Vorsitzender Prinz Makhosini Dlamini in die Funktion des Premierministers gelangte.

## Entwicklungen nach den Wahlen
Nach den Wahlen richtete Ambrose Zwane ein Hilfeersuchen an die OAU, die Verfassung von Swasiland zu reformieren, weil nach seiner Auffassung die Wahlergebnisse in den städtischen Gebieten keinen adäquaten Wählerwillen repräsentieren würden. Zudem sprach er sich für neue Wahlen vor der inzwischen absehbaren Unabhängigkeit des Landes aus. Um dieser Forderung Nachdruck zu verleihen, besuchte er Großbritannien.
König Sobhuza II. leistete den Eid auf die Verfassung. Mit der ihm zustehenden Ernennung von 6 Mitgliedern der Nationalversammlung bestimmte er vier Weiße, einen Coloured und einen Schwarzen zu Parlamentsabgeordneten. In den Senat berief er einen Weißen.
Der Premierminister Dlamini berief den weißen Abgeordneten Leo Lovell in das von ihm gebildete Kabinett. Im Juli 1967 erklärte Dlamini, dass mit der Erlangung der vollen Unabhängigkeit seines Landes zum Nachbarstaat Südafrika eine sehr enge Partnerschaft auf der Basis der eigenen Souveränität angestrebt werde. Seine Regierungsarbeit werde auf den Prinzipien einer nichtrassischen Politik, der Nichteinmischung in die Angelegenheiten anderer Staaten und einer guten nachbarschaftlichen Beziehung beruhen.